# Os pneumatique
Les os pneumatiques sont des os où les travées ou une partie de ses travées de leur os spongieux sont remplies d'air.

## Os pneumatiques humains

Les sinus paranasaux : (1) les sinus frontaux, (2) les sinus ethmoïdaux, (3) les sinus sphénoïdaux ,(4) les sinus maxillaires.

Chez l'humain les os pneumatiques constituent les sinus paranasaux constitués par les os pneumatiques suivants :
- les os maxillaires formant le sinus maxillaire,
- l'os frontal partiellement pneumatique formant les sinus frontaux,
- l'os ethmoïde formant les sinus ethmoïdaux,
- l'os sphénoïde formant les sinus sphénoïdaux.

## Anatomie comparée
Les oiseaux n'ont que des os pneumatiques mis à part certaines espèces plongeuses comme les manchots, les grèbes, les plongeons, les canards plongeurs ou les mouettes...